# KCON
KCON es un festival anual de K-pop celebrada en Estados Unidos y Japón, organizada por Powerhouse Live, Mnet Media, CJ E&M y Koreaboo. Inició en 2012 en el sur de California, pero se expandió para la costa este y Japón en 2015. Koreaboo anunció que en 2016, KCON se estaría expandiendo hacia Abu Dhabi, Emiratos Árabes Unidos con una fecha prevista el 27 de marzo y también a París, Francia el 2 de junio.

## Antecedentes y objetivos
KCON es producido por Powerhouse Live y organizada por la agencia de entretenimiento musical Mnet America. Fue creado por la empresa Koreaboo asociado con Mnet America y CJ E&M. El objetivo de KCON es establecer un evento anual que irá a mejorar las experiencias de los fanáticos americanos, proporcionando una forma accesible para conectarse con unos a los otros, como los artistas profesionales de la industria del K-pop. Durante la KCON de 2012, Ted Kim de Mnet Media fue entrevistado por el periodista Michael Holmes de CNN para discutir sobre el ascenso del K-pop en los Estados Unidos.
El 21 de junio de 2016, Euny Hong reportó en Wall Street Journal que las KCONs en América del Norte, a pesar de ser popular, estaba en un equilibro financiero. La CEO americana de CJ E&M, Angela Killoren, dijo que están más interesados en un objetivo a largo plazo para aumentar el valor de marca de Corea de ganancia a corto plazo. Además, en una conferencia de prensa de junio, Shin Hyung Kan, presidente de CJ E&M del negocio de contenidos Mnet, dijo: 

«La KCON, que se ha celebrado en Abu Dhabi en marzo, Japón en abril y París a principios de este mes, no es sólo para ganar dinero... Los números son importantes, pero lo que más importa es el potencial creado por el evento para los próximos cinco, diez y veinte años.»

 Shin añadió que los objetivos de la compañía fueron aumentar el crecimiento de productos y servicios para el mercado global mediante la ampliación de las asociaciones con las pequeñas y medianas empresas coreanas.

## Historia

### 2012

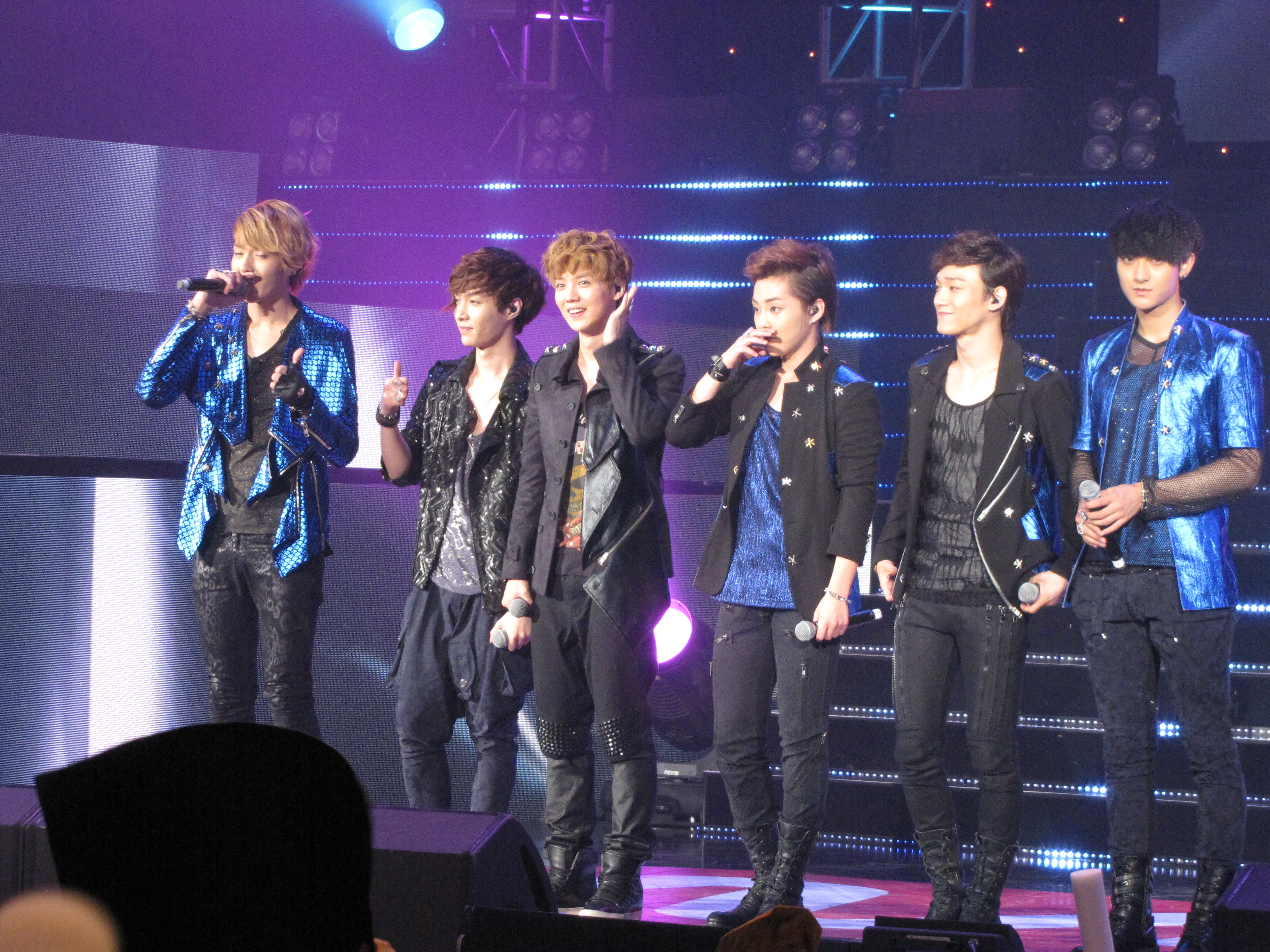
EXO-M en KCON 2012.

KCON fue realizado el 13 de octubre en Verizon Wireless Amphitheatre en Irvine, California. Los artistas invitados incluyen a 4Minute, B.A.P, EXO-M, NU'EST, VIXX y G.NA. Jeff Yang de The Wall Street Journal relató que KCON '12 atrajo a más de 20 000 personas.

### 2013

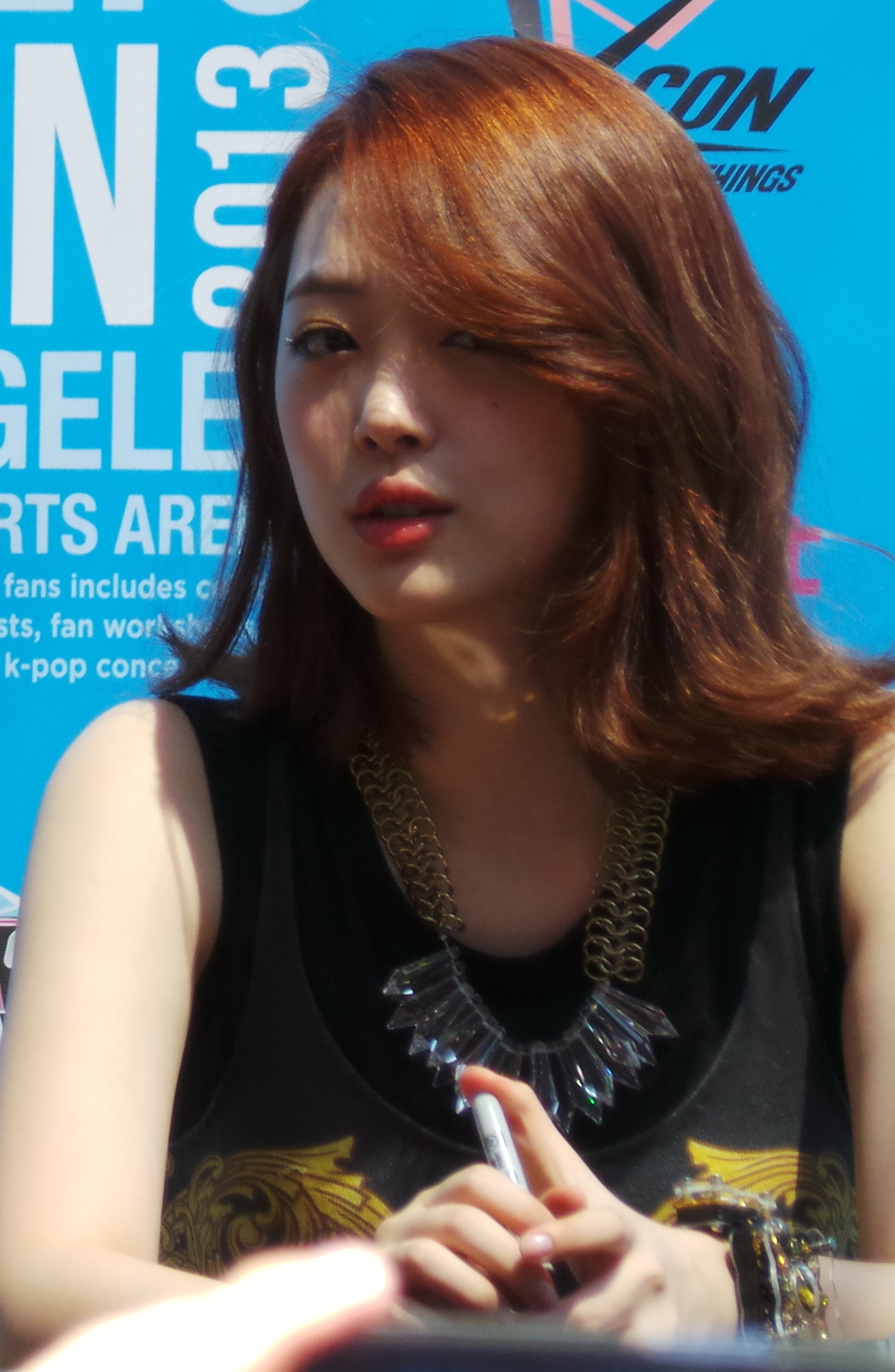
Sulli en KCON 2013.

KCON '13 fue realizado el 24 y 25 de agosto, en Los Angeles Memorial Sports Arena. La programación incluyó a EXO (K & M), 2PM, Teen Top, f(x), G-Dragon, Crayon Pop, Dynamic Duo, Yu Seung Woo y DJ Koo. También se incluyó a Missy Elliott, quien cantó junto a G-Dragon. Henry Lau de Super Junior-M se presentó y habló en un panel.

### 2014
KCON '14 fue realizado el 9 y 10 de agosto, el segundo año en Los Angeles Memorial Sports Arena. Los invitados fueron B1A4, BTS, CNBLUE, G-Dragon, Girls' Generation, IU, Jung Joon Young, Spica, Teen Top y VIXX. También fueron invitados Lee Seung Gi, Lee Seo Jin, Yoo In Na, Nam Gyu Ri, Kim Ji Seok y Eric Nam, que organizaron entrevistas en la alfombra roja filmadas por Viki. DramaFever documentó en la alfombra roja, explicando que Sooyoung, de Girls' Generation estaba filmando un drama.
NBC News entrevistó al columnista Jeff Benjamin de Billboard K-Town, el autor de una revista Euny Hong, y las miembros de Girls' Generation Seohyun y Tiffany para responder lo «qué es el K-pop». En respuesta a FuseTV, la co-mánager KCON, Angela Killoren dijo: 

«Todavía está ese sentido de que yo soy la fanática, y yo soy la única fanática o soy de las muy pocas, y estos son mis artistas, que tenga esta sensación increíble de los has descubierto, y tú los posees a ellos.»

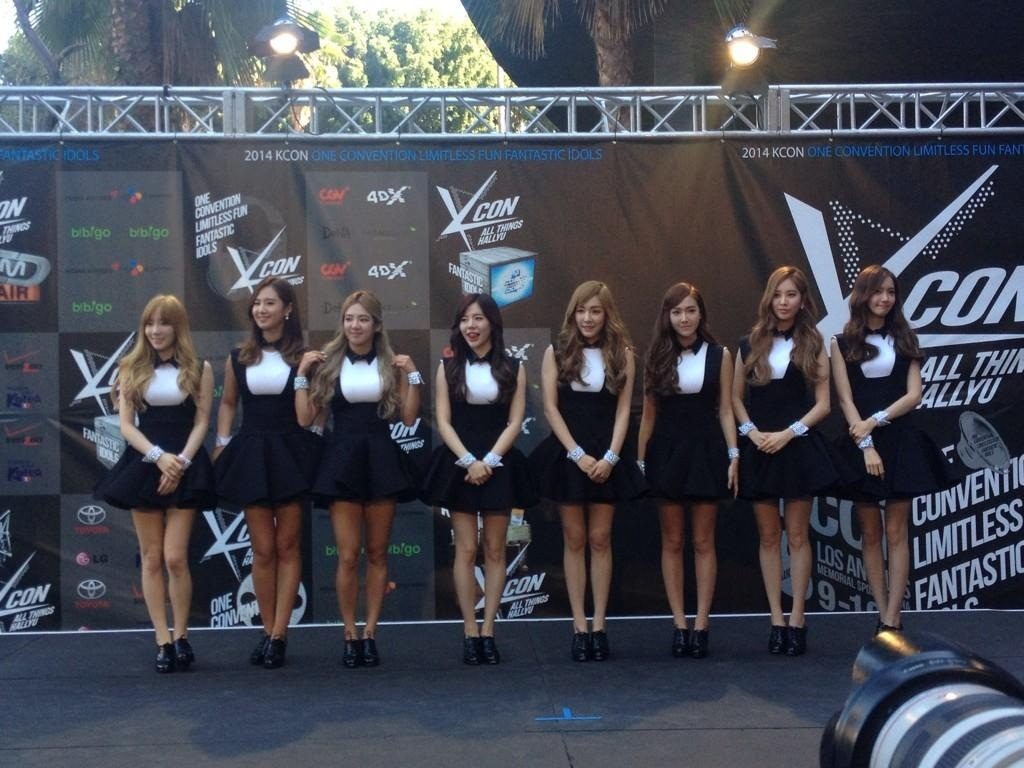
Girls' Generation en KCON 2014.

Los dos conciertos nocturnos fueron emitidos en el programa M! Countdown, «2 Nights in LA» se transmitió en Mnet America en los Estados Unidos y varios países. Danny Im del programa de Mnet America, Danny From LA fue el anfitrión de los conciertos junto con Dumbfoundead, Jung Joon Young, Tiffany y Lee Seung Gi. Danny From LA en su tercera temporada, filmó una grabación en vivo del espectáculo, durante el festival.
Para el evento de este año, Mnet America comenzó una nueva serie web, «KCON EXPERIENCE 2014», con múltiples episodios, incluyendo imágenes de la llegada de las estrellas al aeropuerto de Los Ángeles, actividades detrás del escenario, y reuniones con aficionados. La convención incluyó un mercado al aire libre, carros de comida, un mini teatro 4DX, y área abierta del escenario; con paneles y talleres sobre música, k-dramas, e-sports, estilos de coreografía, maquillaje, tendencias de cabello; Y como facturado, «todas las cosas Hallyu». El canal coreano de juegos OnGameNet (OGN) también organizó un «League of Legends Champion Festival», un evento en el que participaron el equipo coreano CJ Entus Frost y el equipo estadounidense Cloud 9.
La convención duplicó la asistencia del año anterior, con 42 000 personas. De esos 42 000, casi el cuarenta por ciento proviene de fuera de California, la mayoría eran chicas, y menos del diez por ciento eran coreanas.

## Recepción
Jeff Benjamin, columnista de Billboard K-Town, escribió que la convención ha "tocado todas las notas para brindar una nueva mirada a un mundo de la música que todavía está ganando terreno en los EE. UU.". Además señaló que, con miles de personas de toda América del Norte que asistieron a KCON 12, la convención ha "demostrado verdaderamente su capacidad para superar las barreras del idioma y poner en marcha lo que puede ser una tradición musical anual". El Orange County Register de Canadá describió a KCON 12 como "Una invasión de K-Pop de un día en el Anfiteatro de Verizon Wireless".
En 2014, el canal de televisión Fuse de la ciudad de Nueva York dijo: "En solo tres años, KCON se ha convertido en una peregrinación anual para los fanáticos del K-pop en Estados Unidos". NBC News dijo: "Miles de fanáticos que gritan y las estrellas que adoran se reunieron en Los Ángeles para KCON, una celebración de la cultura y la música pop coreana". Fusion TV de Miami llamó a KCON 14 "la nave nodriza de todos los eventos de la cultura coreana en este país", y observó que "los fanáticos del k-pop pueden ser los más devotos del mundo entero". Melissa Bloque del programa All Things Considered de la emisora radial NPR señaló que "el K-pop está aquí para quedarse".
En 2015, Daniel Kreps de Rolling Stone escribió: "KCON se ha vuelto tan popular en los EE. UU. que incluso el Festival de Los Ángeles se está expandiendo a un lugar más grande, ya que la asistencia se ha disparado desde la inauguración de KCON LA en 2012", y agregó "KCON también organizó su primera convención de Japón". August Brown de Los Angeles Times escribió: "En sus primeros años, muchos se preguntaban si un acto de Corea del Sur (que no fuera PSY) podría tener un impacto en el top 40 del pop. Pero después de ver la entrega del domingo por la noche de KCON 2015, es claro que esa es la pregunta equivocada. La audiencia joven y amplia del K-pop es la nueva corriente principal en los Estados Unidos".

## Ediciones
| Año  | Edición  | Fecha                           | Lugar                         | Recinto                                 | Asistencia | Ref.   |
| ---- | -------- | ------------------------------- | ----------------------------- | --------------------------------------- | ---------- | ------ |
| 2012 | 1.ª      | 13 de octubre                   | Irvine, Estados Unidos        | Verizon Wireless Amphitheatre           | 10.000     | [ 43 ] |
| 2013 | 2.ª      | 24 y 25 de agosto               | Los Ángeles, Estados Unidos   | Los Angeles Memorial Sports Arena       | 20.000     | [ 44 ] |
| 2014 | 3.ª      | 9 y 10 de agosto                | Los Ángeles, Estados Unidos   | Los Angeles Memorial Sports Arena       | 42.000     | [ 45 ] |
| 2015 | 4.ª      | 22 de abril                     | Saitama, Japón                | Saitama Super Arena                     | 15.000     | [ 46 ] |
| 2015 | 5.ª      | 1 y 2 de agosto                 | Los Ángeles, Estados Unidos   | Staples Center                          | 58.000     | [ 47 ] |
| 2015 | 6.ª      | 8 de agosto                     | Newark, Estados Unidos        | Prudential Center                       | 17.000     | [ 48 ] |
| 2015 | 7.ª      | 6 y 7 de noviembre              | Jeju, Corea del Sur           | Jeju Stadium                            | 17.000     | [ 49 ] |
| 2016 | 8.ª      | 25 de marzo                     | Abu Dabi, EAU                 | Yas Island Du Arena                     | 8.000      | [ 50 ] |
| 2016 | 9.ª      | 9 y 10 de abril                 | Chiba, Japón                  | Makuhari Messe                          | 33.000     | [ 51 ] |
| 2016 | 10.ª     | 2 de junio                      | París, Francia                | AccorHotels Arena                       | 18.476     | [ 52 ] |
| 2016 | 11.ª     | 24 y 25 de junio                | Newark, Estados Unidos        | Prudential Center                       | 40.000     | [ 53 ] |
| 2016 | 12.ª     | 29, 30 y 31 de julio            | Los Ángeles, Estados Unidos   | Staples Center                          | 35.000     | [ 54 ] |
| 2017 | 13.ª     | 17 y 18 de marzo                | Ciudad de México, México      | Arena Ciudad de México                  | 33.000     | [ 55 ] |
| 2017 | 14.ª     | 19, 20 y 21 de mayo             | Chiba, Japón                  | Makuhari Messe                          | 48.500     | [ 56 ] |
| 2017 | 15.ª     | 23 y 24 de junio                | Newark, Estados Unidos        | Prudential Center                       | 43.000     | [ 57 ] |
| 2017 | 16.ª     | 18, 19 y 20 de agosto           | Los Ángeles, Estados Unidos   | Staples Center                          | 40.000     | [ 58 ] |
| 2017 | 17.ª     | 22 y 23 de septiembre           | Sídney, Australia             | Qudos Bank Arena                        | 21.000     | [ 59 ] |
| 2018 | 18.ª     | 13, 14 y 15 de abril            | Chiba, Japón                  | Makuhari Messe                          | 68.000     | [ 60 ] |
| 2018 | 19.ª     | 23 y 24 de junio                | Newark, Estados Unidos        | Prudential Center                       | 53.000     | [ 61 ] |
| 2018 | 20.ª     | 10, 11 y 12 de agosto           | Los Ángeles, Estados Unidos   | Staples Center                          | 50.000     | [ 62 ] |
| 2018 | 21.ª     | 29 y 30 de septiembre           | Bangkok, Tailandia            | Impact Arena                            | 42.000     | [ 63 ] |
| 2019 | 22.ª     | 17, 18 y 19 de mayo             | Chiba, Japón                  | Makuhari Messe                          | 68.000     | [ 64 ] |
| 2019 | 23.ª     | 6 y 7 de julio                  | Nueva York, Estados Unidos    | Madison Square Garden - Javits Center   | 55.000     | [ 65 ] |
| 2019 | 24.ª     | 15, 16, 17 y 18 de agosto       | Los Ángeles, Estados Unidos   | LA Convention Center - Staples Center   | 103.000    | [ 66 ] |
| 2019 | 25.ª     | 28 y 29 de octubre              | Bangkok, Tailandia            | Impact Arena                            | 45.000     | [ 67 ] |
| 2020 | 26.ª     | 20 al 26 de junio               | Seúl, Corea del Sur           | Online (KCON:TACT Summer)               | 4.500.000  | [ 68 ] |
| 2020 | 27.ª     | 16 al 25 de octubre             | Seúl, Corea del Sur           | Online (KCON:TACT Season 2)             | 4.400.000  | [ 69 ] |
| 2021 | 28.ª     | 20 al 28 de marzo               | Seúl, Corea del Sur           | Online (KCON:TACT 3)                    | 4.000.000  | [ 70 ] |
| 2021 | 29.ª     | 19 al 27 de junio               | Seúl, Corea del Sur           | Online (KCON:TACT 4U)                   | 5.000.000  | [ 71 ] |
| 2021 | 30.ª     | 18 al 26 de septiembre          | Seúl, Corea del Sur           | Online (KCON:TACT HI 5)                 | 5.000.000  | [ 72 ] |
| 2022 | Premiere | 7 y 8 de mayo                   | Seúl, Corea del Sur           | CJ E&M Center                           | 50.000     | [ 73 ] |
| 2022 | Premiere | 14 y 15 de mayo                 | Chiba, Japón                  | Makuhari Messe                          | 50.000     | [ 74 ] |
| 2022 | Premiere | 20 y 21 de mayo                 | Chicago, Estados Unidos       | Rosemont Theatre                        | 50.000     | [ 74 ] |
| 2022 | 31.ª     | 20 y 21 de agosto               | Los Ángeles, Estados Unidos   | Crypto.com Arena - LA Convention Center | 90.000     | [ 75 ] |
| 2022 | Tour     | 22 y 23 de agosto               | San Francisco, Estados Unidos | Orpheum Theatre                         |            |        |
| 2022 | Tour     | 24 y 25 de agosto               | Mineápolis, Estados Unidos    | State Theatre                           |            |        |
| 2022 | Tour     | 26 y 27 de agosto               | Houston, Estados Unidos       | Hobby Center Sarofim Hall               |            |        |
| 2022 | Tour     | 27 y 28 de agosto               | Dallas, Estados Unidos        | Texas Trust CU Theatre                  |            |        |
| 2022 | Tour     | 29 y 30 de agosto               | Atlanta, Estados Unidos       | The Eastern                             |            |        |
| 2022 | Tour     | 31 de agosto y 1 de septiembre  | Nueva York, Estados Unidos    | Terminal 5                              |            |        |
| 2022 | 32.º     | 30 de septiembre y 1 de octubre | Riad, Arabia Saudita          | Boulevard Riyadh City                   |            |        |
| 2022 | 33.ª     | 14, 15 y 16 de octubre          | Tokio, Japón                  | Ariake Arena                            |            |        |
| 2023 | 34.º     | 18 y 19 de marzo                | Bangkok, Tailandia            | Impact Arena                            |            |        |
| 2023 | 35.º     | 12, 13 y 14 de mayo             | Chiba, Japón                  | Makuhari Messe                          |            |        |
| 2023 | 36.º     | 18, 19 y 20 de agosto           | Los Ángeles, Estados Unidos   | Crypto.com Arena - LA Convention Center |            |        |
| 2023 | 37.º     | 6 y 7 de octubre                | Riad, Arabia Saudita          | Boulevard Riyadh City                   |            |        |
| 2024 | 38.º     | 30 y 31 de marzo                | Hong Kong, China              | AsiaWorld-Expo                          |            |        |
| 2025 | 39.º     | 9 al 11 de mayo                 | Chiba, Japón                  | Makuhari Messe                          |            |        |
| 2025 | 40.º     | 1 al 3 de agosto                | Los Ángeles, Estados Unidos   | Crypto.com Arena - LA Convention Center |            |        |

## Artistas invitados
| 1.ª edición - Irvine 2012                      |
| ---------------------------------------------- |
| 4Minute • B.A.P • EXO-M • G.NA • NU'EST • VIXX |

| 2.ª edición - Los Ángeles 2013 |
| --- |
| 2AM • Crayon Pop • Dynamic Duo • EXO-K • EXO-M • F(x) (con DJ Koo) • G-Dragon • Henry Lau • Missy Elliott • Teen Top • Yoo Seung-woo (con Han Hee-jun) |

| 3.ª edición - Los Ángeles 2014                                                                                               |
| --- |
| 9 de agosto: B1A4 • G-Dragon • IU • Teen Top • VIXX 10 de agosto: BTS • CNBLUE • Girls' Generation • Jung Joon Young • Spica |

| 4.ª edición - Saitama 2015 |
| --- |
| Outdoor Stage: 5tion • CODE-V • High4 • Shu-I • Tahiti M Countdown Stage: Block B • B1A4 • Boyfriend • Got7 • Infinite • Jun. K • Kangnam • Lovelyz • My Name • Nicole Jung • Sistar • Supernova |

| 5.ª edición - Los Ángeles 2015 |
| --- |
| 1 de agosto: Got7 • Monsta X • Roy Kim • Sistar • Super Junior 2 de agosto: AOA • Block B • Red Velvet • Shinhwa • Zion.T & Crush |

| 6.ª edición - Newark 2015                 |
| ----------------------------------------- |
| AOA • Girls' Generation • Teen Top • VIXX |

| 7.ª edición - Jeju 2015 |
| --- |
| Convention Stage: 4TEN • Day6 • Mamamoo • Oh My Girl • Paloalto • Park Bo-ram • Roy Kim • Sonamoo Stadium Concert: Block B • Chen Zi Tong • Kangnam • Roy Kim • SG Wannabe • Shin Seung-hun • Shinhwa • Spica • Teen Top |

| 8.ª edición - Abu Dabi 2016                                       |
| ----------------------------------------------------------------- |
| BTS • Taeyeon • Kyuhyun • Double S 301 • Ailee • Monsta X • Spica |

| 9.ª edición - Chiba 2016 |
| --- |
| 9 de abril: AOA • Kim Sung-kyu • Lovelyz • Monsta X • Nicole Jung • N.Flying • Winner 10 de abril: 2PM • Boyfriend • Twice • Block B • Day6 • Jun Jin • Heize |

| 10.ª edición - París 2016                           |
| --------------------------------------------------- |
| BTS • Block B • Shinee • F.T. Island • F(x) • I.O.I |

| 11.ª edición - Newark 2016                                                                               |
| --- |
| 24 de junio: Ailee • BtoB • Crush • Dynamic Duo • Seventeen 25 de junio: BTS • Day6 • Eric Nam • Mamamoo |

| 12.ª edición - Los Ángeles 2016 |
| --- |
| 30 de julio: Block B • Dean • Amber • GFriend • I.O.I • Shinee • Turbo 31 de julio: Astro • BTS • Davichi • Eric Nam • Girls' Generation-TTS • Monsta X • Twice |

| 13.ª edición - Ciudad de México 2017                                                                 |
| --- |
| 17 de marzo: BTS • Eric Nam • EXID • NCT 127 18 de marzo: Astro • Infinite H • Monsta X • Red Velvet |

| 14.ª edición - Chiba 2017 |
| --- |
| 19 de mayo (Convention Stage): A-Jax • Boys Republic • INX • NAUGHTYBOYS • Noh Ji Hoon • Pungdeng-E • Stellar • TopSecret • Tritops 19 de mayo (M Countdown Stage): Apeace • Astro • BtoB • Day6 • Lee Jun-ho • Pristin • SF9 • Victon 20 de mayo (Convention Stage): A-Jax • Boys Republic • INX • NAUGHTYBOYS • Noh Ji Hoon • Pungdeng-E • Stellar • TopSecret • Tritops • Unione 20 de mayo (M Countdown Stage ): Apink • Babylon • CLC • CNBLUE • Got7 • Heize • Lovelyz • Monsta X 21 de mayo (Convention Stage): A-Jax • Boys Republic • INX • NAUGHTYBOYS • Noh Ji Hoon • Pungdeng-E • Stellar • TopSecret • Tritops • Unione 21 de mayo (M Countdown Stage): Block B • Boys24 Unit Black • CODE-V • Cosmic Girls • GFriend • K.Will • Pentagon • Seventeen |

| 15.ª edición - Newark 2017                                                                             |
| --- |
| 23 de junio: GFriend • Highlight • KNK • SF9 • Zion.T 24 de junio: CNBLUE • NCT 127 • Twice • UP10TION |

| 16.ª edición - Los Ángeles 2017 |
| --- |
| 19 de agosto: Cosmic Girls • Girl's Day • Seventeen • SF9 • Super Junior-D&E • VIXX 20 de agosto: Astro • Got7 • Heize • Kard • Kim Tae-woo • NCT 127 • Oh My Girl • Wanna One |

| 17.ª edición - Sidney 2017 |
| --- |
| 22 de septiembre: EXO • Girl's Day • Pentagon • SF9 • Victon 23 de septiembre: Cosmic Girls • Monsta X • SF9 • UP10TION • Wanna One |

| 18.ª edición - Chiba 2018 |
| --- |
| 13 de abril (Convention Stage): CODE-V • Ha Minwoo • MASC • Million seller • Moon Shine • NEON 13 de abril (M Countdown Stage): Chungha • Cosmic Girls • Gugudan • Momoland • Pentagon • Rainz • Samuel • Victon • Wanna One 14 de abril (Convention Stage): A.C.E • CODE-V • Ha Minwoo • MASC • Million seller • Moon Shine • NEON 14 de abril (M Countdown Stage ): BLK • Fromis_9 • GFriend • Imfact • Reddy • Seventeen • Sik-K • Stray Kids • TRCNG • Wooyoung 15 de abril (Convention Stage): A.C.E • Ha Minwoo • MASC • Million Seller • Moon Shine • NEON 15 de abril (M Countdown Stage): Golden Child • Heize (con Davii) • IN2IT • Monsta X • N.Flying • SF9 • Sunmi • The Boyz • Twice |

| 19.ª edición - Newark 2018 |
| --- |
| 23 de junio: Heize • Pentagon • Red Velvet • Stray Kids • Super Junior 24 de junio: EXID • Fromis_9 • Golden Child • NCT 127 • Wanna One |

| 20.ª edición - Los Ángeles 2018 |
| --- |
| 11 de agosto: Ailee • Crush • Davichi • Dynamic Duo • Golden Child • IN2IT • Mia • Momoland • Twice • Wanna One 12 de agosto: Chungha • Dreamcatcher • Fromis_9 • Imfact • NU'EST W • Pentagon • Roy Kim • Seventeen |

| 21.ª edición - Bangkok 2018 |
| --- |
| 29 de septiembre: Chungha • Golden Child • Monsta X • Nature • Stray Kids • Sunmi • Wanna One 30 de septiembre: Fromis_9 • (G)I-dle • Got7 • Pentagon • The Boyz • The East Light • Varsity |

| 22.ª edición - Chiba 2019 |
| --- |
| 17 de mayo (Convention Stage): A.C.E • A-Peace • D-CRUNCH • G Most • In&Choo • M.A.P6 • MY.st • NTB • Oneus • Onewe • Pinkfantasy • SIM YEJUN • Spectrum • The Rose • Trei • Two.Brothers • VOISPER 17 de mayo (M Countdown Stage): AB6IX • Ateez • Cherry Bullet • Ha Sung-woon • Iz*One • Jeong Se-woon • Kim Jae-hwan • Momoland • The Boyz • The Rose 18 de mayo (Convention Stage): A-Peace • D-CRUNCH • G Most • In&Choo • M.A.P6 • MY.st • Niiisans's • NTB • Oneus • Onewe • Pinkfantasy • SIM YEJUN • Spectrum • The Rose • Trei • Two.Brothers • VOISPER 18 de mayo (M Countdown Stage ): A.C.E • Chungha • Itzy • Monsta X • NU'EST • ONF • Park Ji-hoon • TARGET • The Rose • Verivery • Cosmic Girls 19 de mayo (Convention Stage): A.C.E • A-Peace • G Most • In&Choo • MY.st • Niiisans's • NTB • Onewe • Pinkfantasy • SIM YEJUN • Spectrum • The Rose • Trei • Two.Brothers • VOISPER 19 de mayo (M Countdown Stage): D-CRUNCH • Fromis_9 • GWSN • Iz*One • Nature • Oneus • Pentagon • SF9 • The Rose • Twice • VAV |

| 23.ª edición - Nueva York 2019                                                                                            |
| --- |
| 6 de julio: Ateez • Iz*One • NU'EST • The Boyz • TXT 7 de julio: AB6IX • Fromis_9 • (G)I-dle • Seventeen • SF9 • Verivery |

| 24.ª edición - Los Ángeles 2019 |
| --- |
| 17 de agosto: AB6IX • Ateez • Iz*One • Loona • Momoland • NU'EST • SF9 18 de agosto: Fromis_9 • Itzy • Mamamoo • N.Flying • Seventeen • Stray Kids • Verivery |

| 25.ª edición - Bangkok 2019 |
| --- |
| 28 de septiembre: Boy Story • Everglow • Golden Child • Got7 • Itzy • Kim Jae-hwan • Nature • Oneus • The Boyz • X1 29 de septiembre: AB6IX • Ateez • Bvndit • Chungha • (G)I-dle • Iz*One • Stray Kids • Verivery • X1 |

| 26.ª edición - KCON:TACT Summer 2020 |
| --- |
| 20 de junio: Kim Jae-hwan & Park Woo-jin • Loona • Monsta X • The Boyz 21 de junio: Cravity • GFriend • Itzy • JO1 • Pentagon 22 de junio: Everglow • Iz*One • ONF • SF9 • TXT 23 de junio: A.C.E • (G)I-dle • Kang Daniel • Stray Kids • Verivery 24 de junio: AB6IX • Bvndit • Natty • Oh My Girl • TOO 25 de junio: Astro • Golden Child • Mamamoo • Nature • N.Flying 26 de junio: Ateez • Chungha • Oneus • Victon |

| 27.ª edición - KCON:TACT Season 2 2020 |
| --- |
| 16 de octubre: Day6 & Hyojin (ONF) • Everglow • Sunmi • WEi 17 de octubre: A.C.E • Iz*One • JO1 • Kard • Natty 18 de octubre: Ateez • Dreamcatcher • Kim Woo-seok • Lee Eun-sang • Cho Seung-youn 19 de octubre: A.C.E & Kim Woo-seok 20 de octubre: WEi & Cho Seung-youn 21 de octubre: Ghost9 & Lee Eun-sang 22 de octubre: TOO & Verivery 23 de octubre: Oneus • ONF • The Boyz • Verivery 24 de octubre: AB6IX • Ha Sung-woon • Kim Jae-hwan • Park Ji-hoon 25 de octubre: CLC • Ghost9 • Loona • Mamamoo • TOO |

| 28.ª edición - KCON:TACT 3 2021 |
| --- |
| 20 de marzo: AB6IX • Loona • Oh My Girl • The Boyz 21 de marzo: Dreamcatcher • SF9 • TXT • Woodz 23 de marzo: JO1 25 de marzo: Ha Sung-woon • iKon • Jessi • JO1 • P1Harmony 26 de marzo: A.C.E • Everglow • Hyuna • Lee Jin-hyuk • Stray Kids 27 de marzo: Ateez • Enhypen • Itzy • Sunmi 28 de marzo: BtoB 4U • Kang Daniel • Mamamoo • TOO |

| 29.ª edición - KCON:TACT 4U 2021 |
| --- |
| 19 de junio: Ha Sung-woon • Highlight • Loona • Oneus • P1Harmony 20 de junio: A.C.E • Astro • Fromis_9 • TO1 • Weeekly 24 de junio: Itzy • Pentagon • Seventeen • Verivery • Weki Meki 25 de junio: CNBLUE • Everglow • Golden Child • JO1 • ONF 26 de junio: iKon • SF9 • The Boyz 27 de junio: BtoB • Oh My Girl • Stray Kids |

| 30.ª edición - KCON:TACT HI 5 2021 |
| --- |
| 18 de septiembre: AB6IX • Highlight • Park Ji-hoon • Weeekly • WEi 19 de septiembre: Dreamcatcher • Enhypen • Ghost9 • Stray Kids 24 de septiembre: Ateez • Ciipher • Mamamoo • Woodz 25 de septiembre: BtoB • JO1 • Kim Jae-hwan • Purple Kiss • TO1 26 de septiembre: Itzy • ONF • Rain • The Boyz |

| Premiere - Seúl 2022                                                                                              |
| --- |
| 7 de mayo: Highlight • Queendom 2 • Monsta X • Nmixx • TO1 8 de mayo: Key • NiziU • Queendom 2 • StayC • The Boyz |

| Premiere - Chiba 2022                              |
| -------------------------------------------------- |
| 14 y 15 de mayo: Enjin • INI • JO1 • Octpath • OWV |

| Premiere - Chicago 2022                                           |
| ----------------------------------------------------------------- |
| 20 de mayo: BtoB • Cravity • Nmixx 21 de mayo: BtoB • StayC • TO1 |

| 31.ª edición - Los Ángeles 2022 |
| --- |
| 20 de agosto: Ateez • Cravity • Enhypen • INI • Itzy • Kep1er • Lightsum • Stray Kids 21 de agosto: Loona • NCT Dream • Nmixx • P1Harmony • StayC • The Boyz • TO1 • WJSN |

| Tour - San Francisco 2022                                  |
| ---------------------------------------------------------- |
| 22 de agosto: Cravity • Lightsum 23 de agosto: StayC • TO1 |

| Tour - Minneapolis 2022                                    |
| ---------------------------------------------------------- |
| 24 de agosto: Cravity • Lightsum 25 de agosto: StayC • TO1 |

| Tour - Houston 2022                                        |
| ---------------------------------------------------------- |
| 26 de agosto: Cravity • Lightsum 27 de agosto: StayC • TO1 |

| Tour - Dallas 2022                                         |
| ---------------------------------------------------------- |
| 27 de agosto: Cravity • Lightsum 28 de agosto: StayC • TO1 |

| Tour - Atlanta 2022                                        |
| ---------------------------------------------------------- |
| 29 de agosto: Cravity • Lightsum 30 de agosto: StayC • TO1 |

| Tour - Nueva York 2022                                        |
| ------------------------------------------------------------- |
| 31 de agosto: Cravity • Lightsum 1 de septiembre: StayC • TO1 |

| 32.ª edición - Riad 2022 |
| --- |
| 30 de septiembre: P1Harmony • Pentagon • Rain • Secret Number • Sunmi • The Boyz 1 de octubre: Ateez • Hyolyn • NewJeans • Oneus • StayC • TO1 |

| 33.ª edición - Tokio 2022 |
| --- |
| 14 de octubre: INI • Kihyun • Le Sserafim • Nmixx • Octpath • TNX • TO1 • Viviz 15 de octubre: ATBO • DKZ • fromis_9 • IVE • JO1 • NewJeans • TXT 16 de octubre: Ateez • Brave Girls • DKB • Jo Yuri • Kep1er • NiziU • Tempest |

| 34.ª edición - Bangkok 2023 |
| --- |
| 18 de marzo: 8TURN • BamBam • (G)I-dle • iKon • JO1 • KQ Fellaz 2 • Mbitious • P1Harmony 19 de marzo: Ateez • INI • Itzy • Kep1er • Tempest • TNX • TO1 • Youngjae |

| 35.ª edición - Tokio 2023 |
| --- |
| 12 de mayo: 8TURN • INI • Just B • NiziU • StayC • The Boyz • Yena 13 de mayo: AB6IX • ATBO • Ateez • DXTEEN • JO1 • Le Sserafim • Viviz • XG 14 de mayo: Enhypen • iKon • Itzy • Kep1er • Tempest • Xikers • Zerobaseone • &Team |

| 36.ª edición - Los Ángeles 2023 |
| --- |
| 18 de agosto: Cravity • IVE • Nmixx • Shownu X Hyungwon • Taemin • Taeyong • WayV 19 de agosto: Ateez • INI • Kep1er • Rain • Xikers • Zerobaseone 20 de agosto: Everglow • (G)I-dle • Itzy • JO1 • Lapillus • Stray Kids • The Boyz |

| 37.ª edición - Riad 2023 |
| --- |
| 6 de octubre: 8TURN • Everglow • Highlight • Hyolyn • Kard • Riize • Super Junior-D&E 7 de octubre: Dreamcatcher • El7z Up • Evnne • Oh My Girl • Super Junior • Tempest • The New Six |

| 38.ª edición - Hong Kong 2024 |
| --- |
| 30 de marzo: Aespa • BoyNextDoor • Highlight • TWS • WayV • Xikers • Yena • Viviz 31 de marzo: Ateez • Day6 • JO1 • Sistar19 • Tempest • Viviz • Zerobaseone |

| 40.ª edición - Los Ángeles 2025 |
| --- |
| 1 de agosto: Baby Dont Cry • Cravity • Issue • Izna • Lee Young-ji • NCT 127 • Nowz • P1Harmony • Zerobaseone 2 de agosto: Aespa • Choi Ho-jong • Hwasa • Idid • Izna • Jackson Wang • JO1 • Monsta X • Nmixx • Roy Kim • Yuqi 3 de agosto: AllDay Project • Cravity • Hwasa • HXW • I-dle • Kep1er • Key • Meovv • Riize • Zerobaseone |

## Artistas con más participaciones
| Participaciones | Artista(s) |
| --------------- | --- |
| 15              | Ateez • The Boyz |
| 12              | Monsta X • SF9 |
| 11              | Itzy • JO1 • Stray Kids • TO1 (ex TOO) |
| 10              | Pentagon |
| 9               | AB6IX • fromis_9 |
| 8               | Seventeen |
| 7               | Block B • Everglow • Golden Child • Mamamoo • Verivery |
| 6               | (G)I-dle • A.C.E • Astro • BTS • Chungha • Cosmic Girls (WJSN) • Day6 • Got7 • Highlight • INI • Iz*One • Loona • Oh My Girl • Oneus • Twice • Wanna One |
| 5               | BtoB • Dreamcatcher • GFriend • Kep1er • Kim Jae-hwan • Nmixx • ONF • P1Harmony • StayC • Sunmi • Tempest |
| 4               | CNBLUE • Cravity • Enhypen • Ha Sung-woon • Heize • IKon • Momoland • N.Flying • Nature • NCT 127 • NU'EST • Roy Kim • Teen Top • TXT • Victon • VIXX |
| 3               | 8TURN • Ailee • AOA • Cho Seung-youn (Woodz) • CODE-V • Crush • Dynamic Duo • Eric Nam • Kard • Lovelyz • NiziU • Park Ji-hoon • Rain • Red Velvet • Spica • Super Junior • Viviz • Xikers • Zerobaseone |
| 2               | Apeace • ATBO • B1A4 • Boyfriend • Bvndit • CLC • Davichi • EXID • EXO-M •f(x) • G-Dragon • Ghost9 • Girl's Day • Girls' Generation • Hyolyn • I.O.I • Imfact • IN2IT • IVE • Kang Daniel • Kangnam • Le Sserafim • Natty • NewJeans • Nicole Jung • Octpath • SHINee • Shinwa • Sistar • Super Junior-D&E • TNX • UP10TION • WayV • Weeekly • WEi • Yena • Zion.T |
| 1               | &Team • 2AM • 2PM • 4TEN (Poten) • 5Tion • A-Jax • Amber Liu • Aespa • Apink • B.A.P • Babylon BamBam • BLK • BoyNextDoor • Boy Story • Boys Republic • Boys24 Unit Black • Brave Girls • BtoB 4U • Chen Zi Tong • Cherry Bullet • Ciipher • Crayon Pop • D-CRUNCH • DAVII • Dean • DJ Koo • DKB • DKZ • DXTEEN • El7z Up • Enjin • Evnne • EXO • EXO-K • F.T. Island • G-Most • G.NA • Girls' Generation-TTS • Gugudan • GWSN • Ha Min-woo • Han Hee-jun • Heize • Henry Lau • High4 • Hyuna • In&Choo • Infinite • Infinite H • INX • IU • Jeong Se-woon • Jessi • Jo Yuri • Jun Jin • Jun. K • Jung Joon-young • Just B • K.Will • Key • Kihyun • Kim Tae-woo • Kim Woo-seok • KNK • KQ Fellaz 2 • Kyuhyun • Lapillus • Lee Eun-sang • Lee Jin-hyuk • Lee Jun-ho • Lightsum • M.A.P6 • MASC • Mbitious • Mia • Million Seller • Missy Elliott • Moon Shine • My Name • MY.st • Naughtyboys • NCT Dream • Neon • Niiisans's • Noh Ji-hoon • NTB • NU'EST W • Onewe • OWV • Paloalto • Park Bo-ram • Park Woo-jin • PinkFantasy • Pristin • Pungdeng-E • Purple Kiss • Queendom 2 • Rainz • Reddy • Riize • Samuel • Secret Number • SG Wannabe • Shin Seung-hun • Shownu X Hyungwon • Shu-I • Sik-K • Sim Yejun • Sistar19 • Sonamoo • Spectrum • SS 301 • Stellar • Sungkyu • Supernova • Taemin • Taeyeon • Taeyong • Tahiti • TARGET • The East Light • The New Six • The Rose • TST (Top Secret) • TRCNG • Trei • Tritops • Turbo • Two.Brothers • TWS • Unione • Varsity • VAV • Voisper • Weki Meki • Winner • Wooyoung • X1 • XG • Yoo Seung-woo • Youngjae |